# Tomislav Čunko
Tomislav Čunko (* 13. Februar 1986 in Zagreb, SR Kroatien) ist ein kroatischer Eis- und Inlinehockeyspieler, der seit 2004 beim KHL Mladost Zagreb in der kroatischen Eishockeyliga unter Vertrag steht.

## Karriere

### Clubs
Tomislav Čunko begann seine Karriere als Eishockeyspieler in seiner Heimatstadt, in der er bis 2004 für den KHL Zagreb aktiv war. Von 2004 bis 2009 spielte der Angreifer für den KHL Mladost Zagreb parallel in der kroatischen Eishockeyliga, sowie der slowenischen Eishockeyliga und wurde 2008 mit Mladost kroatischer Meister. In der Saison 2009/10 lief er für Mladost in der neu gegründeten Slohokej Liga auf, in der er in den beiden Folgejahren für das Team Zagreb, den gemeinsamen Slohokej Liga-Teilnehmer der Zagreber Spitzenvereine, auf dem Eis stand, während er parallel mit Mladost am Spielbetrieb der kroatischen Meisterschaft teilnahm. Nach Auflösung der Slohokej Liga 2012 spielt er wieder ausschließlich für Mladost Zagreb. Dabei war er in der Spielzeit 2012/13 Topscorer und wertvollster Spieler der kroatischen Liga und eine Saison später erneut wertvollster Spieler der Liga.

### International
Für Kroatien nahm Čunko im Juniorenbereich an den Division-II-Turnieren der U18-Junioren-Weltmeisterschaften 2002, 2003 und 2004, den Division-II-Turnieren der U20-Junioren-Weltmeisterschaften 2004, 2005 und 2006 sowie dem Division-I-Turnier der U20-Junioren-B-Weltmeisterschaft 2003 teil. 
Im Seniorenbereich stand Čunko im Aufgebot seines Landes bei den Weltmeisterschaftsturnieren der Division I 2008 und 2010 sowie der Division II 2011 und 2013. Außerdem stand er in der Qualifikation für die Olympischen Winterspiele 2014 in Sotschi für Kroatien auf dem Eis.

### Inlinehockey
Čunko nahm 2012 mit der Kroatischen Nationalmannschaft an der Inlinehockey-Weltmeisterschaft 2012 in Ingolstadt teil und belegte mit seiner Mannschaft Platz vier in der zweitklassigen Division I.

## Erfolge und Auszeichnungen
- 2008 Kroatischer Meister mit dem KHL Mladost Zagreb
- 2013 Topscorer und wertvollster Spieler der kroatischen Eishockeyliga
- 2013 Aufstieg in die Division I bei der Weltmeisterschaft der Division II, Gruppe A
- 2014 Wertvollster Spieler der kroatischen Eishockeyliga

## Slohokej Liga-Statistik
(Stand: Ende der Saison 2011/12)